# Heilig-Kreuz-Kapelle (Amtzell)

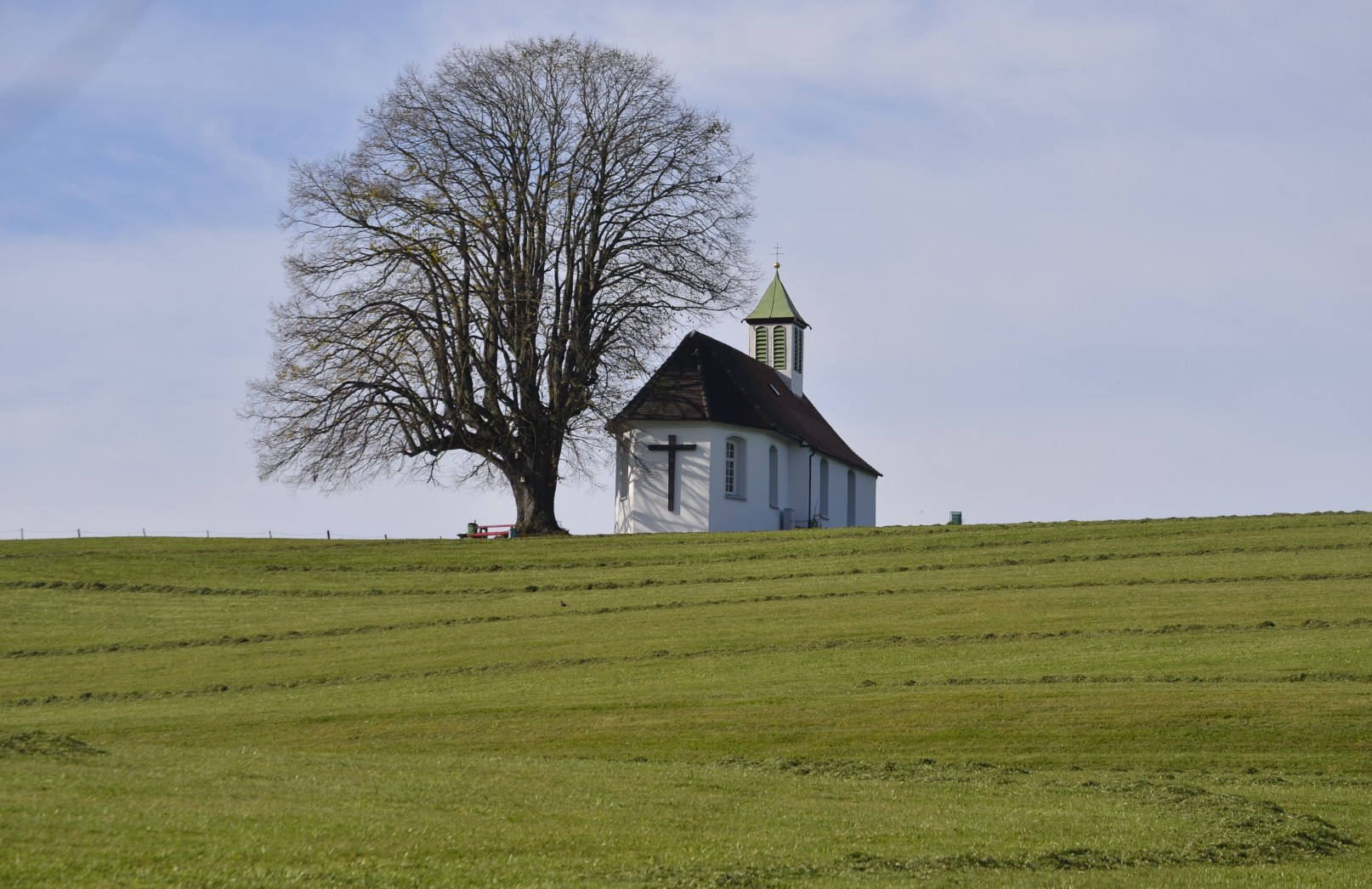
Heilig-Kreuz-Kapelle

Die römisch-katholische Heilig-Kreuz-Kapelle steht auf dem Kapellenberg bei Amtzell, einer Gemeinde im Landkreis Ravensburg von Baden-Württemberg. Sie gehört zum Dekanat Allgäu-Oberschwaben des Bistums Rottenburg-Stuttgart. Die Kirche ist als Denkmal beim Landesamt für Denkmalpflege Baden-Württemberg eingetragen.

## Beschreibung
Die 1685 erbaute Kapelle ist weitgehend von den Veränderungen späterer Jahrhunderte geprägt. Sie besteht aus einem Langhaus und einem eingezogenen, dreiseitig geschlossenen Chor im Osten. Aus dem Dach des Langhauses erhebt sich ein quadratischer, mit einem Pyramidendach bedeckter Dachreiter, der hinter den als Biforien gestalteten Klangarkaden den Glockenstuhl beherbergt, in dem eine 1660 gegossene Kirchenglocke hängt. Der Innenraum ist mit einer Flachdecke überspannt.